# Lake Buena Vista
Lake Buena Vista város az Amerikai Egyesült Államok Florida államában, Orange megyében. Lakosainak száma 24 fő (2020. április 1.).

## Népesség
A település népességének változása:

| 2010 | 10 |
| 2020 | 24 |